# Combat 18 Pinneberg
Combat 18 Pinneberg war eine von 2001 bis 2003 bestehende Neonazi-Gruppe aus Pinneberg bei Hamburg, von deren Mitgliedern einige bis zur Festnahme verschiedene Straftaten, darunter terroristische Gewaltakte, planten und begingen. Der Name spielt auf die britische Neonazi-Terrorgruppe Combat 18 an, als deren deutscher Arm sich die Pinneberger Gruppe verstand.

## Geschichte
Die Gruppe war im Raum Hamburg-Pinneberg und Schleswig-Holstein zwischen 2001 und 2003 aktiv und hatte geschätzte 20 bis 30 Mitglieder. Als ihr Anführer galt Klemens Otto, den Verfassungsschützer damals als bekannten norddeutschen Neonazi einstuften.
Das Amtsgericht Pinneberg hatte Otto 1998 wegen gefährlicher Körperverletzung zu einer Freiheitsstrafe verurteilt, weil er mit drei Skinheads am Pinneberger Bahnhof einen Togolesen fast zu Tode geprügelt hatte. Die Strafe wurde zur Bewährung ausgesetzt, weil Otto erklärte, er habe sich von der Neonazi-Szene distanziert. Danach trat Klemens Otto jedoch häufig bei Neonazi-Aufmärschen unter dem Banner des „Hamburger Sturms“ mit dem Zusatz „Pinneberg“ auf und pflegte gute Kontakte zum Hamburger Neonaziführer Thomas Wulff. Er wurde Anführer der „Kameradschaft Pinneberg“, die ebenfalls durch Drohungen gegen Gewerkschafter und Antifaschisten bekannt wurde, und gehörte dem Neonazi-Netzwerk Blood and Honour an, das 2000 in Deutschland verboten wurde. Er wurde 2001 auch mit Gewalt gegen Polizeibeamte aktenkundig.
Die Gruppe trat erstmals durch Aufnäher auf Bomberjacken, Graffiti und Transparente in die Öffentlichkeit. Später veröffentlichte sie eigene Propaganda-Broschüren und Flugblätter. Ihr Schwerpunkt lag jedoch bei gewalttätigen und terroristischen Aktivitäten. Mitte 2000 gab es erste Hinweise auf diese Gruppe, als aus dem Umfeld der „Kameradschaft Pinneberg“ Morddrohungen gegen einen Chef der IG Metall aus Elmshorn auftauchten. Bei Farbanschlägen auf das Verlagsgebäude des Pinneberger Tageblatts und den jüdischen Friedhof in Neustadt in Holstein war das Kürzel „C18“ aufgefallen.
Auf den Gruppentreffen wurden nach späteren Ermittlungen Gewalttaten abgesprochen und Strafaktionen gegen vermeintliche „Verräter“ geplant. Viele ihrer Mitglieder trainierten verschiedene Kampfsportarten. Im Rahmen der Anti-Antifa führten sie Dossiers über „Feinde der Bewegung“ und bedrohten diese. Zum Teil richten sich die gewalttätigen Aktivitäten auch gegen die eigene Szene. So erpresste die Gruppe von Rechtsrock-Händlern Schutzgeld und wollte offenbar ein Monopol beim Handel mit rechtsextremer Musik und Devotionalien errichten. 2002 versuchte die Gruppe z. B. den damaligen Neonazi-Versandhandel von Philip Schlaffer zur Abgabe von Schutzgeld unter der Anwendung von Gewalt zu erpressen.
Am 28. Oktober 2003 durchsuchte die Polizei mit 300 Beamten etwa 50 Wohnungen und Treffpunkte in Neumünster, Kiel, Hamburg, Husum, Rendsburg, im Raum Itzehoe sowie im Kreis Pinneberg wegen des Verdachts auf Bildung einer kriminellen Vereinigung, Waffenhandel, CD-Handel und Schutzgelderpressung. Dabei stellte sie unter anderem sechs Schusswaffen sicher. Gegen die fünf Hauptverdächtigen, darunter Klemens Otto und Peter Borchert, wurden Haftbefehle erlassen.

## Gerichtsverfahren
Im März 2005 begann der Prozess gegen die fünf inhaftierten Mitglieder am Flensburger Landgericht. Die Anklage warf ihnen Bildung einer kriminellen Vereinigung, Verstoß gegen das Waffengesetz und räuberische Erpressung vor. Das Gericht sah die Bildung einer kriminellen Vereinigung jedoch nicht als erfüllt an; Staatsanwaltschaft und Verteidigung einigten sich daraufhin, nur erpresserische Handlungen, Körperverletzungen sowie illegalen CD-Handel zu verhandeln. Am 25. April 2005 wurden vier der Angeklagten deswegen zu Bewährungs- und Geldstrafen verurteilt, ein fünfter freigesprochen.